# Georg Christoph Detharding

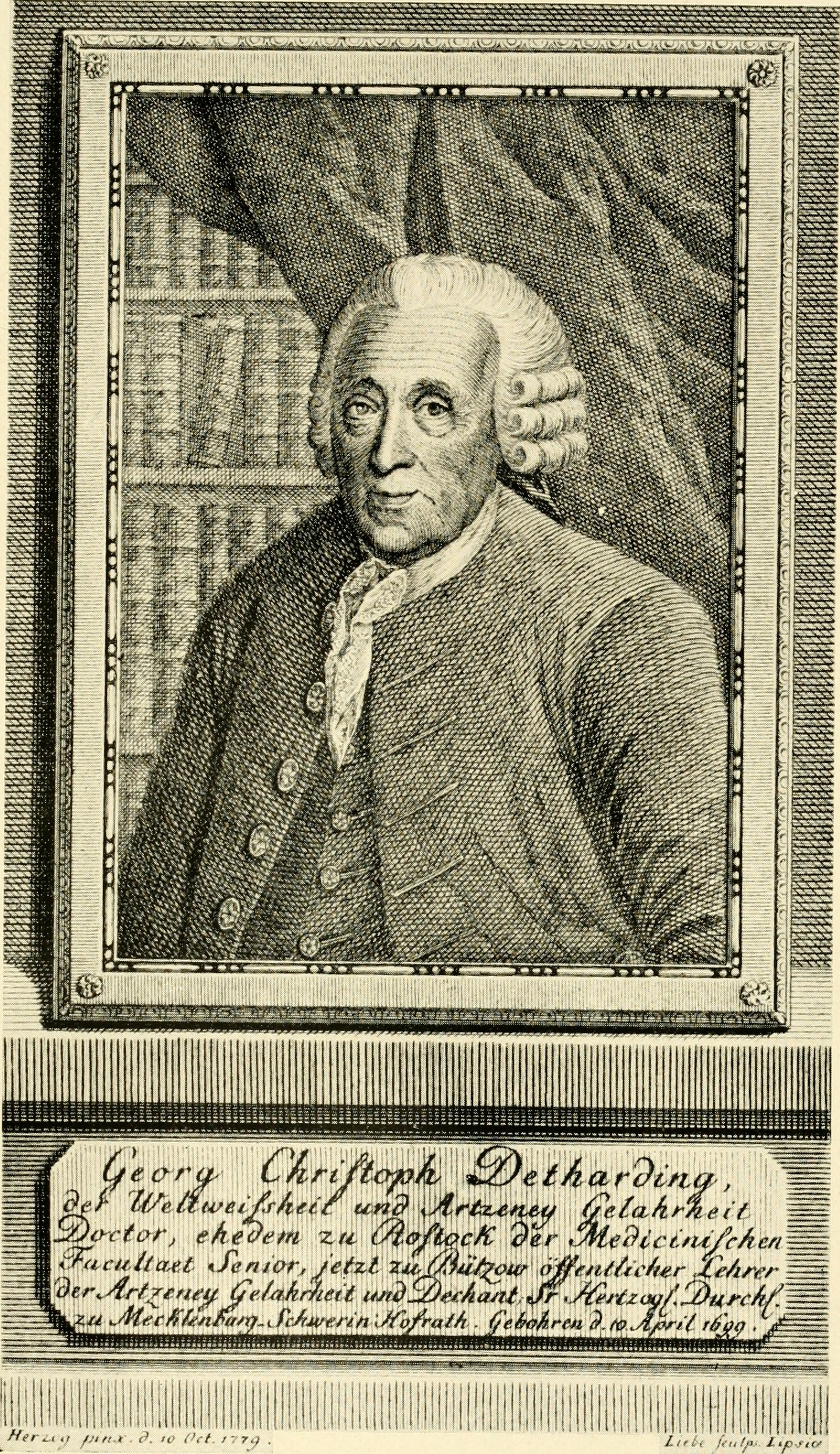
Georg Christoph Detharding

Georg Christoph Detharding (* 10. April 1699 in Güstrow; † 9. Oktober 1784 in Bützow) war ein deutscher Mediziner.

## Leben
Detharding war der Sohn des Professors für Medizin an der Universität Rostock, Georg Detharding. Er besuchte das Gymnasium seiner Heimatstadt Güstrow und studierte ab 1715 Medizin an den Universitäten Rostock, Leipzig, Halle und Jena. Nach Abschluss seiner akademischen Ausbildung wirkte er an verschiedenen Lazaretten und Krankenanstalten. 1722 ließ er sich als praktischer Arzt in Rostock nieder. 1725 promovierte er zum Dr. med. Als sein Vater an die Universität Kopenhagen berufen wurde, folgte ihm Detharding 1733 auf den Rostocker Lehrstuhl nach. 1748 erfolgte die Ernennung zum herzoglichen Leibarzt und 1749 wurde er zum Hofrat ernannt. Seit März 1750 fungierte er außerdem als Kreisphysikus für die Städte Warin, Neubukow, Schwaan und Kröpelin sowie für die Ämter Schwaan, Neubukow, Warin und Doberan. 1760 berief ihn Herzog Friedrich von Mecklenburg-Schwerin als Ordinarius für Medizin an die neu gegründete Universität Bützow und zum Kreisphysikus für die Ämter Bützow und Rühn. 1762/63 und 1768 war er Rektor der Universität.
Sein Bruder Georg Wilhelm wurde 1765 Lübecker Bürgermeister, sein Bruder Georg August Detharding war Professor für Recht und Geschichte am Christianeum in Altona.
Detharding war verheiratet mit Catharina Elisabeth Roggenbau, der Tochter eines Rostocker Kaufmanns. Das Paar hatte sechs Kinder.
Sein ältester Sohn Georg Detharding wurde Pastor in Rostock.
Sein gleichnamiger Sohn Georg Christoph Detharding wurde ebenfalls Mediziner in Rostock.